# 村岡みどり
村岡 みどり（むらおか みどり、1932年9月13日 - 1994年）は、日本の翻訳家・歌人。日本国際児童図書評議会会員。東京市大森区（現・東京都大田区）出身。『赤毛のアン』などの翻訳で知られる翻訳家・村岡花子の養女。東洋英和女学院高等部、青山学院大学英文学科卒業。

## 略歴
1932年（昭和7年）、村岡花子の次妹・梅子と書家・坂田巌の長女として誕生。奇しくも6年前に5歳で早世した、従兄にあたる花子の長男・道雄と同じ誕生日のため、奇妙な縁を感じた花子に溺愛され、後に妹夫婦の理解のもと儆三・花子夫妻の養女として引き取られた。
大学生であった1952年（昭和27年）頃、近所の子供たちが花子の蔵書から童話を借りていたことから、自宅を児童図書館として開放することを提案し、同年に「道雄文庫ライブラリー」が開館に至った。みどりは自ら館長を務め、来館する子供たちを優しく世話しており、子供たちにとっては「優しいお姉さん」「憧れのお姉さん」であった。1957年（昭和32年）には花子や翻訳家の石井桃子らとともに「家庭文庫研究会」を発足させ、子供たちの読書の向上に尽力した。
1959年（昭和34年）、物理学者の佐野光男（後の村岡光男）と結婚。花子のもとを離れて田無市に転居した。同1959年に、道雄文庫ライブラリーの館長職からも離れた。1966年（昭和41年）、夫がアメリカに客員教授として招かれ、カリフォルニア大学デービス校の客員教授になった際に一家でデービスに移住（この間に娘の美枝が英語を習得し、後に翻訳家となる）。帰国後は大阪府池田市に転居した。
花子の没後、花子が夫亡き後の生活を綴った随筆集の出版を計画していたことから、みどりはその遺志を継ぎ、遺稿集として翌1969年（昭和44年）に『生きるということ』を出版した。
後に、娘たちの通う東久留米市立第三小学校のPTA文芸クラブで短歌と出逢う。娘の卒業とともに、このクラブが市のサークルとして発足。以来20年近く、みどりにとって短歌は自らを支え、自らを鞭打つ手立てとなった。1990年（平成2年）に歌集『半生のうた』を刊行。
さらに後、東京の花子宅の書斎を「赤毛のアン記念館・村岡花子文庫」として開放することを提案。1991年（平成3年）に開館し、花子の著作物や蔵書の保存、同時代の児童書の保存の場となった。
次女の恵理の著書『アンのゆりかご』によれば、1994年（平成6年）、東京の花子宅の改築が始まった後、みどりはその完成前に死去したとのことである。

## エピソード
みどりが幼少の頃、村岡家では「テル」と名付けた犬を飼っていたが、みどりの不在中に軍用犬として徴用されてしまい、帰宅したみどりを悲しませた。その姿を見た花子は、自らが担当していたJOAKのラジオ番組『子供の時間』の中で、たまたま軍用犬が戦地で活躍するニュースを採り上げた際に、原稿にはないその犬の名前を「テル号」と呼んで放送した。
少女時代、戦争勃発後は山梨（花子の出身地）の親戚宅に疎開するが、親戚の意地悪に遭って花子に助けを乞うたことから、間もなく花子のもとへ帰され、ともに東京大空襲の中を生き延びた。終戦後、花子の母校である東洋英和女学院（花子在学時は東洋英和女学校）に入学後は、学校に持参する弁当を多忙な花子に代って自ら作っており、家事と仕事を両立させている女性として評判を得ている花子の名を汚さないよう、母が作ったと周囲に話していたという。
『赤毛のアン』刊行時には、花子は邦題として当初『窓に倚る少女』『窓辺に倚る少女』などを考えており、編集者の小池喜孝の邦題案『赤毛のアン』を一蹴したものの、みどりが「あら、すばらしいわ。ダンゼン『赤毛のアン』になさいよ、おかあさん。赤毛のアン、いい題よ。『窓に倚る少女』なんておかしくって」と小池の提案を絶賛したことから、この題に改められた（赤毛のアン#邦題、小池喜孝#『赤毛のアン』の命名者も参照）。
花子が文学業で多忙を極めるかたわら、儆三とともに家の中のことをほとんどこなしており、花子の秘書ともいえる存在であった。結婚・転居後も週に1,2度は花子のもとを訪ね、仕事を手伝っていた。
みどり一家の滞米中に花子の訪問を受けており、これが花子にとって初の海外旅行となった。このときみどりは、花子への親孝行として、花子が訳した『赤毛のアン』の舞台となったプリンスエドワード島への渡航を企画した。しかし花子は、その申し出を断っている。このとき、みどりは次女（恵理）を身ごもっており、花子はみどりの体調を気遣ってのことと告げているが、前述の『アンのゆりかご』によれば、花子の意図は、『赤毛のアン』の舞台を想像のままにしておきたかったものと述べられている。

## 作品

### 訳書
- おなまえはイエスさま （1951年） NCID BA50463558
- 栗毛のパレアナ （原著：エレナ・ホグマン・ポーター、1956年） NCID BA45601608
- 海辺の怪事件 （原著：フランクリン・ディクスン、1958年） 全国書誌番号:45027089
- ローズの季節 （原著：ルイーザ・メイ・オルコット、1961年） 全国書誌番号:45038662
- 鏡の中の顔 （原著：ベッシー・アレン、1962年） NCID BN14396288
- エレン物語 （原著：ウェザレル、1963年） NCID BA62354458

### 歌集
- 村岡みどり集 半生のうた （1990年） ISBN 978-4-7733-0470-1